# Sao Cơ

Bản đồ Cơ Tú

Sao Cơ, Cơ Tú (箕宿) hay Cơ Thủy Báo (箕水豹) là một trong Nhị thập bát tú, tức 28 chòm sao theo cách chia của thiên văn học trung Quốc cổ đại. Sao Cơ thuộc nhóm sao ở phương Đông, ứng với Thanh Long trong Tứ tượng.

## Vị trí
Sao Cơ (chỉ 4 sao tên Cơ trong chòm, không phải toàn bộ) nằm dưới Xích đạo trời khoảng 30 đến 38 độ giữa hai góc giờ 18h và 19h. Xung quanh nó có chòm sao Vĩ, chòm sao Đẩu, chòm sao Miết.

## Các sao
| Hán-Việt | Chữ Hán | Chòm sao phương Tây | Số sao |
| Cơ       | 箕      | Sagittarius         | 4      |
| Khang    | 糠      | Ophiuchus           | 1      |
| Xử       | 杵      | Ara                 | 3      |